# NGC 3187
NGC 3187 je galaksija u zviježđu Lavu.

## Vanjske poveznice
- SEDS: NGC 3187